# العلاقات الإيرانية السويسرية
العلاقات الإيرانية السويسرية هي العلاقات الثنائية التي تجمع بين إيران وسويسرا.

## مقارنة بين البلدين
هذه مقارنة عامة ومرجعية للدولتين:
| وجه المقارنة                                              | إيران                    | سويسرا                                                                                      |
| --------------------------------------------------------- | ------------------------ | ------------------------------------------------------------------------------------------- |
| المساحة (كم2)                                             | 1.65 مليون               | 41.28 ألف                                                                                   |
| عدد السكان (نسمة)                                         | 79.97 مليون              | 8.21 مليون                                                                                  |
| الكثافة السكانية (ن./كم²)                                 | 48.47                    | 198.89                                                                                      |
| العاصمة                                                   | طهران                    | برن                                                                                         |
| اللغة الرسمية                                             | لغة فارسية               | اللغة الألمانية، اللغة الإيطالية، لغة فرنسية، اللغة الرومانشية، الألمانية السويسرية الموحدة |
| العملة                                                    | ريال إيراني              | فرنك سويسري                                                                                 |
| الناتج المحلي الإجمالي (بليون دولار)                      | 439.51 مليار             | 678.89 مليار                                                                                |
| الناتج المحلي الإجمالي (تعادل القوة الشرائية) بليون دولار | 1.36 تريليون             | 518.07 مليار                                                                                |
| الناتج المحلي الإجمالي الاسمي للفرد دولار أمريكي          |                          | 80.94 ألف                                                                                   |
| الناتج المحلي الإجمالي للفرد دولار أمريكي                 |                          | 59.54 ألف                                                                                   |
| مؤشر التنمية البشرية                                      | 0.766                    | 0.930                                                                                       |
| رمز المكالمات الدولي                                      | +98                      | +41                                                                                         |
| رمز الإنترنت                                              | .ir،                     | .ch، .swiss ‏                                                                                |
| المنطقة الزمنية                                           | ت ع م+03:30، توقيت إيران | توقيت وسط أوروبا، ت ع م+01:00، ت ع م+02:00، أوروبا/زيورخ ‏                                   |

## منظمات دولية مشتركة
يشترك البلدان في عضوية مجموعة من المنظمات الدولية، منها:
| علم المنظمة | اسم المنظمة                        | تاريخ انضمام إيران | تاريخ انضمام سويسرا |
| ----------- | ---------------------------------- | ------------------ | ------------------- |
|             | مؤسسة التمويل الدولية              | 28 ديسمبر 1956     | 29 مايو 1992        |
|             | منظمة حظر الأسلحة الكيميائية       | ?                  | ?                   |
|             | يونسكو                             | 6 سبتمبر 1948      | 28 يناير 1949       |
|             | الأمم المتحدة                      | 24 أكتوبر 1945     | 10 سبتمبر 2002      |
|             | منظمة الشرطة الجنائية الدولية      | ?                  | ?                   |
|             | البنك الدولي للإنشاء والتعمير      | 29 ديسمبر 1945     | 29 مايو 1992        |
|             | الاتحاد البريدي العالمي            | ?                  | ?                   |
|             | مؤسسة التنمية الدولية              | 10 أكتوبر 1960     | 29 مايو 1992        |
|             | الفريق المعني برصد الأرض           | ?                  | ?                   |
|             | وكالة ضمان الاستثمار متعدد الأطراف | 15 ديسمبر 2003     | 12 أبريل 1988       |

## وصلات خارجية
- موقع وزارة الخارجية الإيرانية
- موقع وزارة الخارجية السويسرية